# Christianeum
Christianeum er et gymnasium i bydelen Othmarschen i Hamborg. Det blev grundlagt i Altona i 1738 og blev i 1744 opkaldt efter Kong Christian 6. af Danmark, der på dette tidspunkt også regerede over Altona som hertug af Holsten. Det holder siden 1972 til i en bygning tegnet af den danske arkitekt Arne Jacobsen.